# 蜈蚣陣
蜈蚣陣又稱蜈蚣棚或蜈蚣閣，是由長塊木板串接，左右可活動，上置36至108不等的椅座，上以人力肩扛或裝輪推動的器材，行走間有如蜈蚣爬行之樣，具神性質則稱百足真人陣。

## 名稱與起源
「蜈蚣陣」又稱「蜈蚣棚」或「蜈蚣閣」，可追遡自中國閩南地區檯閣及蜈蚣棚:126，屬於藝閣的一種，在臺灣發展為具宗教儀式性質的陣頭:126。
蜈蚣陣是由一塊塊木板串聯而成，左右可活動，上置36至108不等的椅座，供化了妝的兒童乘坐遊行:126，並以人力肩扛或裝輪推動，行走間有如蜈蚣爬行之樣，具神性質則又稱「百足真人陣」，並於繞境活動中作為開路先鋒，引領陣頭行進。

## 盛行區域
蜈蚣陣盛行於臺灣臺南沿海鄉鎮，北自八掌溪流域，南至東港溪流域一帶:126，尤其在臺南的曾文溪流域常因水患氾濫，被當人稱為「青瞑蛇」，民間認為蜈蚣可以壓制青瞑蛇，因此在臺南大型繞境祭典，具有神性，作為開路陣頭，如佳里金唐殿「蕭壠香」百足真人蜈蚣陣、安南區「土城仔香」青草崙蜈蚣陣、學甲區「學甲香」學甲集和宮蜈蚣陣、麻豆區「麻豆香」代天府蜈蚣陣、西港區「西港仔香」安溪宮和萬安宮蜈蚣陣。

## 形式

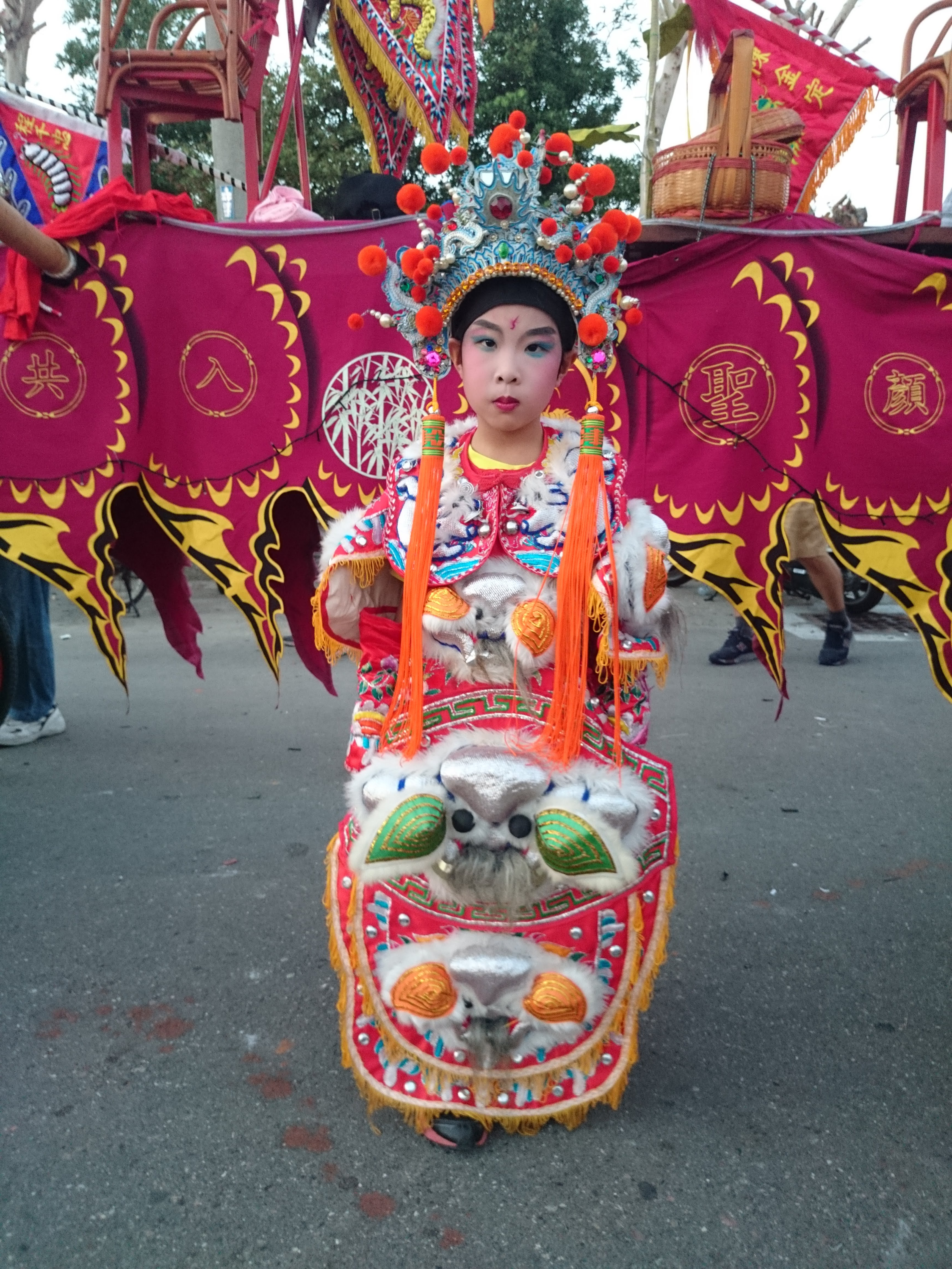
在土城仔香蜈蚣陣中裝扮的兒童

蜈蚣陣源於藝閣中的抬閣與蜈蚣棚，由木板串聯而成，以模仿蜈蚣形貌，通常是由12歲以下的兒童裝扮成歷史人物或神仙故事乘座，並在行進中丟撒平安糖:127。
行進方面，傳統以人力扛抬前進為主，近年來因肩抬人力招募不易，且人力成本較高之故，多數改於蜈蚣陣的棚架下裝上車輪或動力車，由推拉方式行進，亦有在陣前曳引機牽拉，增加動力前進；頭尾多數採用蜈蚣頭、蜈蚣尾造型，少數採用龍頭、鳳尾的形式，材質以紙紥或是木制而成，亦有金屬製作
參加神童多數為36至108人為主，為考量動力與人力扛抬之因素，對參與者之年齡與體重都有限制，參與者多為廟方負責組陣及招募，亦有家族世襲參與。

## 劇目
蜈蚣陣上兒童所扮演的人物歷史人物與神仙故事為主:127。
在台灣南瀛五大香科中，常見的劇目有薛仁貴征東、薛丁山征西、羅通掃北、隋唐演義、白虎戰青龍、薛剛鬧花燈、郭子儀大戰安南國、狄青押軍衣、五虎平西、五虎平南、狄青大戰八寶公主、水滸傳、岳飛傳、三十六天罡七十二地煞天神星君等。

## 南瀛百足真人蜈蚣陣
目前臺灣蜈蚣陣最盛行的區域主要在西南沿海一帶，在臺南市的學甲慈濟宮學甲香、佳里金唐殿蕭壠香、西港慶安宮西港香、麻豆代天府麻豆香、土城鹿耳門聖母廟土城香中固定出現，具有神性稱謂百足真人，相鄰區域部分廟宇舉行醮典、慶典時，聘請南瀛香科的蜈蚣陣。
| 主辦廟宇           | 蜈蚣陣形式 | 現今組織單位               | 劇目內容                                        | 神物                                                             | 人數         | 香科結束          |
| ------------------ | ---------- | -------------------------- | ----------------------------------------------- | ---------------------------------------------------------------- | ------------ | ----------------- |
| 佳里金唐殿蕭壠香   | 蜈蚣       | 佳里金唐殿（自組）         | 三十六天罡七十二地煞星君                        | 頭：三十六天罡七十二地煞星君令、值科代天巡狩劍旨令；尾：觀音佛祖 | 108          | 香科後送神        |
| 西港慶安宮西港香   | 蜈蚣       | 公塭仔萬安宮、溪埔寮安溪宮 | 唐太宗出征                                      | 頭：值科代天巡狩二十八宿劍旨令                                   | 不固定，約70 | 香科後送神        |
| 麻豆代天府麻豆香   | 蜈蚣       | 麻豆代天府（自組）         | 唐太宗出征（唐太宗跨海征東）                    | 無                                                               | 38           | 蜈蚣頭.尾保存收藏 |
| 學甲慈濟宮學甲香   | 龍頭鳳尾   | 後社集和宮                 | 演義故事，原有十三齣戲文，現常扮演者六齣        | 無                                                               | 36           | 常態供奉          |
| 鹿耳門聖母廟土城香 | 蜈蚣       | 青草崙紫金宮               | 唐太宗出征 （薛仁貴征東、薛丁山征西、羅通掃北） | 頭：西天佛祖、劍令印旨                                           | 36           | 常態供奉          |

## 相關紀錄
由於蜈蚣陣的形式特別，各地的蜈蚣陣常會申請世界紀錄的認證。

### 世界上最長的純人力蜈蚣座
2011年5月14日(農曆4月12日)於金門迎城隍正式創下金氏世界紀錄「世界上最長的純人力蜈蚣座」。這座肩扛蜈蚣座長176公尺，化妝小朋友200名、肩扛人力868名，工作人員178名，繞行金城鎮市區1680公尺，獲得金氏世界紀錄認證官AnnaLouise Orford的授證。

### 世界最長遊行花車
2011年2月18日（農曆1月16日）於臺南市佳里金唐殿三年一科的蕭壠香五朝王醮大典正式創下「世界最長遊行花車」紀錄。該百足真人蜈蚣陣全長201.8公尺，廟方遴選108位神童裝扮成三十六天罡、七十二地煞，參與四天的繞境活動，綿延數公里的香陣繞行佳里、將軍、七股、西港等十七個角頭、廿四個村庄。。